# Sundasciurus mindanensis
Sundasciurus mindanensis es una especie de roedor de la familia Sciuridae.

## Distribución geográfica
Es  endémica de Mindanao y algunas pequeñas islas adyacentes (Filipinas).